# Myrmecia luteiforceps
Myrmecia luteiforceps är en myrart som beskrevs av Wheeler 1933. Myrmecia luteiforceps ingår i släktet bulldoggsmyror, och familjen myror. Inga underarter finns listade i Catalogue of Life.